# Pestkownica
Pestkownica (niem. Petznik) – osada w Polsce położona w województwie wielkopolskim, w powiecie czarnkowsko-trzcianeckim, w gminie Krzyż Wielkopolski.
W Pestkownicy znajduje się stary folwark założony przez księcia Sapiehę w 1712 roku a obecnie przekształcony w hotel***.
Jedynymi zamieszkanymi budynkami w Pestkownicy są: gajówka i hotel***.
W latach 1975–1998 miejscowość należała administracyjnie do województwa pilskiego.